# Draycott (Derbyshire)
Pour les articles homonymes, voir Draycott.
Draycott est un village du Derbyshire, en Angleterre.